# Takab
Takab (persisch تكاب; aserbaidschanisch: Tikantəpə) ist eine iranische Stadt in der Provinz West-Aserbaidschan und liegt nahe der türkischen und irakischen Grenze. Takab hat 49.677 Einwohner (2016), die zum Großteil Aseris sind. Der berühmte historische Komplex Tacht-e Suleiman befindet sich im Nordosten der Stadt. Tacht-e Suleiman war einer der ältesten zoroastrischen Feuertempel in Takab während der Sassaniden-Dynastie.

## Demografie
Bei der Volkszählung 2016 betrug die Einwohnerzahl der Stadt 49.677. Die Stadt wird von Aserbaidschanern und einer Minderheit von Kurden und Persern bewohnt.
| Zensusjahr | Einwohnerzahl |
| ---------- | ------------- |
| 1996       | 42.569        |
| 2006       | 44.043        |
| 2011       | 44.040        |
| 2016       | 49.677        |

## Wirtschaft
Die Stadt befindet sich in einem von der der Landwirtschaft geprägten Gebiet. Bei Takab befindet sich die größte Goldmine des ganzen Landes und eine der größten im Nahen Osten.